# Liste der Olympiasieger in der Leichtathletik/Medaillengewinner (Mixed)
Diese Liste ist Teil der Liste der Olympiasieger in der Leichtathletik. Sie führt sämtliche Medaillengewinner in den Mixed-Leichtathletikwettbewerben bei Olympischen Spielen auf.

## 4 × 400 m Staffel
| Olympia | Gold | Silber                                                                               | Bronze |
| ------- | --- | ------------------------------------------------------------------------------------ | --- |
| 2020    | Polen Karol Zalewski Natalia Kaczmarek Justyna Święty-Ersetic Kajetan Duszyński Im Vorlauf: Iga Baumgart-Witan, Małgorzata Hołub-Kowalik, Dariusz Kowaluk | Dominikanische Republik Lidio Féliz Marileidy Paulino Anabel Medina Alexander Ogando | Vereinigte Staaten Trevor Stewart Kendall Ellis Kaylin Whitney Vernon Norwood Im Vorlauf: Elija Godwin, Lynna Irby, Taylor Manson, Bryce Deadmon |
| 2024    | Niederlande Eugene Omalla Lieke Klaver Isaya Klein Ikkink Femke Bol Im Vorlauf: Cathelijn Peeters                                                         | Vereinigte Staaten Vernon Norwood Shamier Little Bryce Deadmon Kaylyn Brown          | Großbritannien Samuel Reardon Laviai Nielsen Alex Haydock-Wilson Amber Anning Im Vorlauf: Nicole Yeargin                                         |

## Marathon Gehen
| Olympia | Gold                                     | Silber                               | Bronze                                  |
| ------- | ---------------------------------------- | ------------------------------------ | --------------------------------------- |
| 2024    | Spanien Álvaro Martín María Pérez García | Ecuador Brian Pintado Glenda Morejón | Australien Rhydian Cowley Jemima Montag |